# Bharveli
Bharveli é uma vila no distrito de Balaghat, no estado indiano de Madhya Pradesh.

## Demografia
Segundo o censo de 2001, Bharveli tinha uma população de 9101 habitantes. Os indivíduos do sexo masculino constituem 50% da população e os do sexo feminino 50%. Bharveli tem uma taxa de literacia de 65%, superior à média nacional de 59,5%; a literacia no sexo masculino é de 74% e no sexo feminino é de 57%. 15% da população está abaixo dos 6 anos de idade.